# Esturjão-siberiano
Esturjão-siberiano (Acipenser baerii baeerii) é uma das subespécies de peixe da espécie Acipenser baerii. O esturjão-siberiano vive em todas as principais bacias hidrográficas siberianas com rios de curso setentrional que desaguam no Mar de Kara, Mar de Laptev e Mar Siberiano Oriental, incluindo o Rio Ob, o Rio Taz, o Rio Yenisei, o Rio Lena e o Rio Kolima. O Acipenser baerii baerii pode ser encontrado também no Cazaquistão e na China, onde, no Rio Irtysh, existem algumas populações não migratórias.

## Descrição e situação populacional
O esturjão-siberiano pesa em média 65 quilogramas. O peso máximo registrado para a espécie foi de 210 quilogramas. Ele vive até 60 anos e atinge a maturidade sexual entre 11 e 25 anos, nos machos, e 20 e 28 anos, nas fêmeas.
A espécie está em acentuado declínio nas áreas em que vive devido à perda de habitats, à degradação ambiental e à pesca clandestina. Cerca de 40% dos habitats de reprodução do esturjão-siberiano tornaram-se inacessíveis devido ao represamento. Níveis elevados de poluição em certos locais tiveram impactos negativos significantse sobre o desenvolvimento reprodutivo das gônadas do esturjão-siberiano.

## Aquacultura
Embora a pesca do esturjão-siberiano selvagem esteja em queda, a espécie é cada vez mais criada em fazendas para a produção tanto de carne quanto do caviar derivado da sua ova. Como a população de Acipenser baerii do Rio Lena completa o seu ciclo de vida em água doce e atinge a maturidade sexual em períodos relativamente curtos, esta é espécie mais frequentemente utilizada para criação em cativeiro. A França é o principal produtor de caviar do esturjão-siberiano, e os maiores produtores de carne da espécie são a Rússia e a China.